# Шећерна болест код особа старије животне доби
Шећерна болест код особа старије животне доби учестала је болест која настаје као последица процеса старења који је праћен прогресивним растом гликемије. Шећерна болест је мултифакторално узрокована болест на чију појаву утичу генетска предодређеност и различити фактори из околине. Преваленција шећерна болести израженија је у особа старијих од 65 година (између 15 до 20%) за разлику од млађих старосних група од 18 до 64 година (око 6%). Разлог томе је високи учешће шећерне болести типа 2 (до 90%), који је доминантно заступљен у старијих особа.

## Епидемиологија
После 65. године живота шећерна болест је присутан у око 20% популације тако да представља значајан здравствени и социјално-медицински проблем.
Како се старењем популације у 21. веку очекује се да ће проблем шећерне болести бити све већи,  у старијих особа са шећерном болешћу настаје и већа учесталост функционалних инвалидности и коморбидитета (хипертензија, кардиоваскуларна болест, цереброваскуларни инсулт, депресивна стања, оштећења   когнитивне функције, инконтиненција и других стања) у поређењу са особама без шећерне болести исте животне доби.

## Етиопатогенеза
Општа разматрања о етиопатогенези шећерне болести
Патогенеза дијабетеса није јединствена, јер се болест може јавити на више начина. Због тога и постоји неколико теорија о настанку шећерне болести:
- теорија апсолутног дефицита инсулина, према којој се болест развија услед престанка лучења овог хормона (узрок томе може бити нпр. потпуно уклањање панкреаса или неки поремећај у стварању или секрецији инсулина);
- аутоимуна теорија инисистира на чињеници да имунски систем у одређеним патолошким случајевима може да изазове уништење Лангерхансових острваца и да доведе до последичног развоја дијабетеса. Осим тога, код људи се ретко могу наћи и антитела против инсулина;
- теорија о антагонистима инсулина (хормони, масне киселине) и др.

Студије о етиопатогенези шећерна болест код особа старије животне доби
Постоји свега неколико дуготрајних студија у старијих особа које су показале корист интензивне контроле гликемије, крвног притиска и нивоа липида. Иако је контрола хипергликемије значајна у старијих особа са шећерном болести, показало се да је већа редукција морбидитета и морталитета постигнута бољом контролом кардиоваскуларних фактора ризика него стриктном метаболичком контролом шећерне болести.
У две велике проспективне студије је показана корист од стриктне контроле артеријског крвног притиска, али значајно мање доказа постоји за ефекат примене стриктне контроле липида или употребу аспирина у овом животном добу.

## Терапија
Шећерна болест код особа старије животне доби значајно компликује терапијски приступ, тако да се 
приликом постављања терапијских циљева узимају у обзир животна доб, присутни коморбидитети који лимитира трајање живота, когнитивна и функционална оштећења и услови и могућности за спровођење терапије. 
Ови циљеви су свакако мање захтевни него што је то случај код болесника млађе особе, а узимају се у обзир и могући хипогликемијски инциденти који су у овој популацији опасни и не тако ретки. 
Такође у терапији се узимају у обзир и стилови живота, способност за физичку активност, болесникове жеље и навике и утицај терапије на квалитет живота.
Имајући у виду наведено терапијски циљеви се постављају индивидуално. 

### Терапијске препоруке
1. Старије особе са шећерном болести које су функционално и когнитивно очуване и имају значајан очекивани животни век треба лечити према постављеним циљевима као за млађе одрасле особе.
2. У старијих особа са коморбидитетима, без функционалне и/или когнитивне очуваности, са краћим очекиваним трајањем живота не треба инсистирати на стриктној гликорегулацији (индивидуализовати циљеве), али у свих избегавати симптоматску хипергликемију која води повећаном ризику од акутних компликација.
3. У свих старијих особа третирати кардиоваскуларне факторе ризика уз разматрање користи за индивидуалног пацијента. Терапија хипертензије индикована је у свих старијих особа, а терапију хиполипемицима и аспирином је неопходно прилагодити на основу процене очекиваног животног века (ако је подједнак временском оквиру у студијама примарне и секундарне првенције).[7]
4. Препоручује се скрининг дијабетесних компликација у ових особа, а посебно треба обратити пажњу на компликације које могу бити узрок функционалног оштећења.
5. У старијих особа са шећерном болести препарате сулфонилуреје употребљавати опрезно због повећаног ризика за хипогликемије са годинама старости.
6. Почетна доза сулфонилуреје треба да буде половина дозе сулфонилуреје за одрасле особе млађе животне доби, а почетну дозу спорије титрирати.
7. Препоручује се употреба гликлазида, гликлазида МР и глимепирида  у старијих особа са шећерном болести због мањег ризика од хиполикемија.
8. Предност се даје употреби фиксних мешавина инсулина коришћењем пенкало бризгалица због смањења могућности грешке при апликацији инсулина у особа старије животне доби.

## Начин исхране
Здрава исхрана код особа старије животне доби је важна како у програмима превенције тако и при лечењу шећерне болест. 
Доказано је да се дијетом код шећерна болести постиже жељена телесна тежина, успоставља метаболичка контрола и редукују фактори ризика за коронарну болест.

### Препоруке за исхрану
Међународна асоцијација за шећерну болест не препоручује никакав посебан план примене процената нутритивних елемената већ предлаже да дијететичар планира индивидуалан начин исхране, за сваког пацијента понаособ.
Код свих гојазних особа у исхрани треба обезбедити примену едукативног програма који има за циљ корекцију гојазности немедикаментнима и/или медикаментним третманом у циљу редукције ризика за шећерну болест.

## Вежбање и физичка активност
Физичка активност је значајна у превенцији шећерне болести типа 2. У односу на физичку активност постоје два приступа:
- умерена свакодневна физичка активност
- интензивнија физичка активност (нпр. три пута недељно).

### Препоруке за вежбање и физичку активност
1. Свим особама са шећерном болести треба саветовати умерену физичку активност (шетања најмање 30 минута два пута дневно) као трајну навику.
2. Већу физичку активност прилагођену индивидуалним способностима и општем здравственом стању болесника, јер се код пацијената који се лече инсулином, али и препаратима сулфонилуреје мора водити рачуна о избегавању хипогликемије током физичке активности.

## Нивои здравствене заштите особа старије животне доби
Здравствене заштите особа старије животне доби треба спроводити континуирано кроз три нивоа, примарни, секундарни и терцијарни:
1. На примарном нивоу — здравствене заштите треба спроводи ндивидуалну едукацију пацијената.
2. На секундарном и терцијарном нивоу — здравствене заштите пацијента треба да едукују различити профили стручњака као што су дијететичари.
3. На терцијарном нивоу — поред наведеног, израђују се и доктринарни ставови о примени дијете.